# Henry Flagler
Henry Morrison Flagler (Hopewell (New York), 2 januari 1830 – Palm Beach (Florida), 20 mei 1913) was een Amerikaans industrieel en medeoprichter van Standard Oil, een toen in Ohio gevestigd olieconcern. Hij was ook een sleutelfiguur in de ontwikkeling van de Atlantische kust van Florida en de oprichter van wat uiteindelijk de Florida East Coast Railway werd. Hij staat bekend als de stichter van Miami en Palm Beach.

## Biografie
Henry Flagler werd geboren in Hopewell in de staat New York als zoon van Isaac Flagler, een presbyteriaanse predikant en zijn vrouw, de weduwe Elizabeth Caldwell (Morrison) Harkness. Ze had twee oudere zonen uit haar vorig huwelijk met de intussen overleden weduwnaar Dr. David Harkness uit Milan (Ohio) in het nieuwe gezin opgenomen. Haar stiefzoon Stephen V. Harkness, geboren uit het eerste huwelijk van haar eerste echtgenoot, en haar eigen zoon met David Harkness, Daniel M. Harkness.
Flagler ging tot de achtste klas naar lokale scholen. Zijn halfbroer Daniel was uit Hopewell vertrokken om te wonen en werken met zijn oom aan vaderszijde Lamon G. Harkness, die een winkel had in Republic (Ohio). Hij ronselde Henry Flagler om zich bij hem aan te sluiten, en de jeugdige Henry ging op 14-jarige leeftijd naar Ohio, waar hij in 1844 aan het werk ging met een salaris van vijf dollar per maand plus kost en inwoning. In 1849 werd Flagler gepromoveerd tot verkooppersoneel met een salaris van veertig dollar per maand. Later vervoegde hij Daniel in een graanbedrijf, begonnen met zijn oom Lamon in Bellevue (Ohio).
In 1862 richtten Flagler en zijn zwager Barney York de Flagler en York Salt Company op, een zoutmijnbouw- en productiebedrijf in Saginaw (Michigan). Hij ontdekte dat zoutwinning meer technische kennis vereiste dan hij had en worstelde in deze industrie tijdens de Amerikaanse Burgeroorlog. Het bedrijf stortte in toen de oorlog de commerciële vraag naar zout kelderde. Flagler keerde terug naar Bellevue en verloor zijn eerste investering van 50.000 dollar plus nogmaals dit bedrag, dat hij had geleend van zijn schoonvader en Daniel. Flagler geloofde dat hij een waardevolle les had geleerd: investeer in een bedrijf pas na grondig onderzoek.

## Het zakenleven en Standard Oil

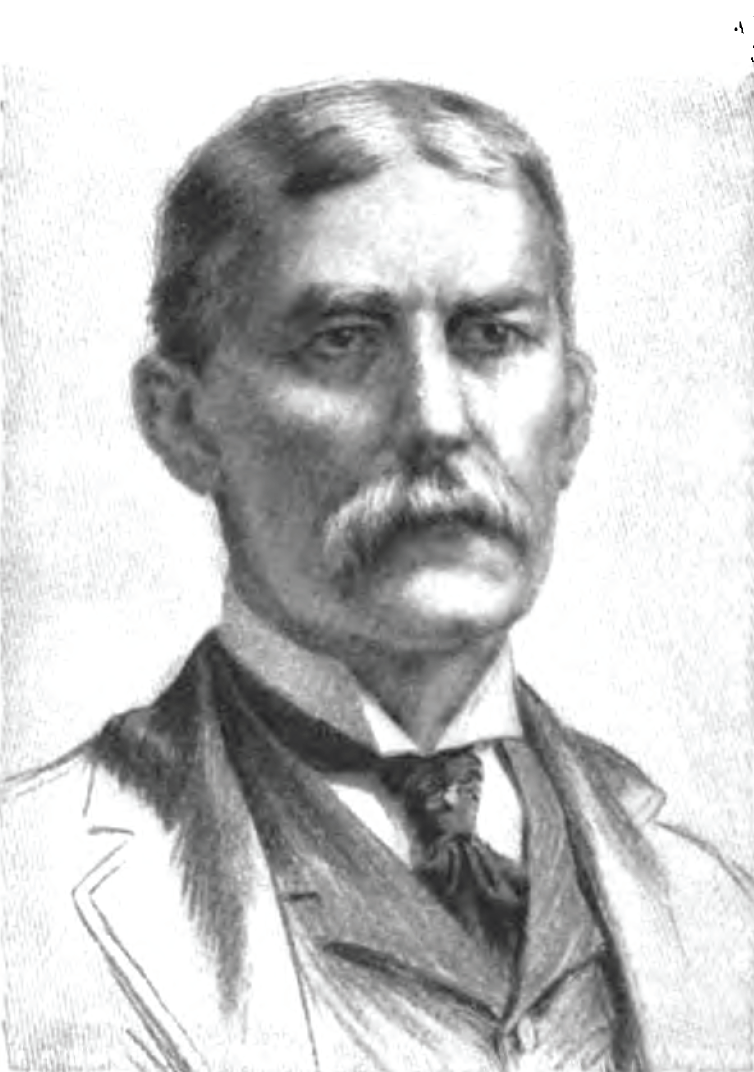
Henry Flagler, c. 1882

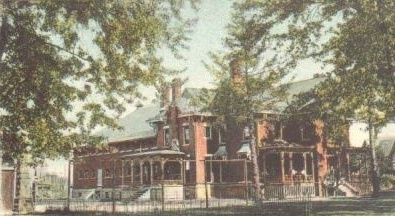
Flaglers huis in Bellevue, OH

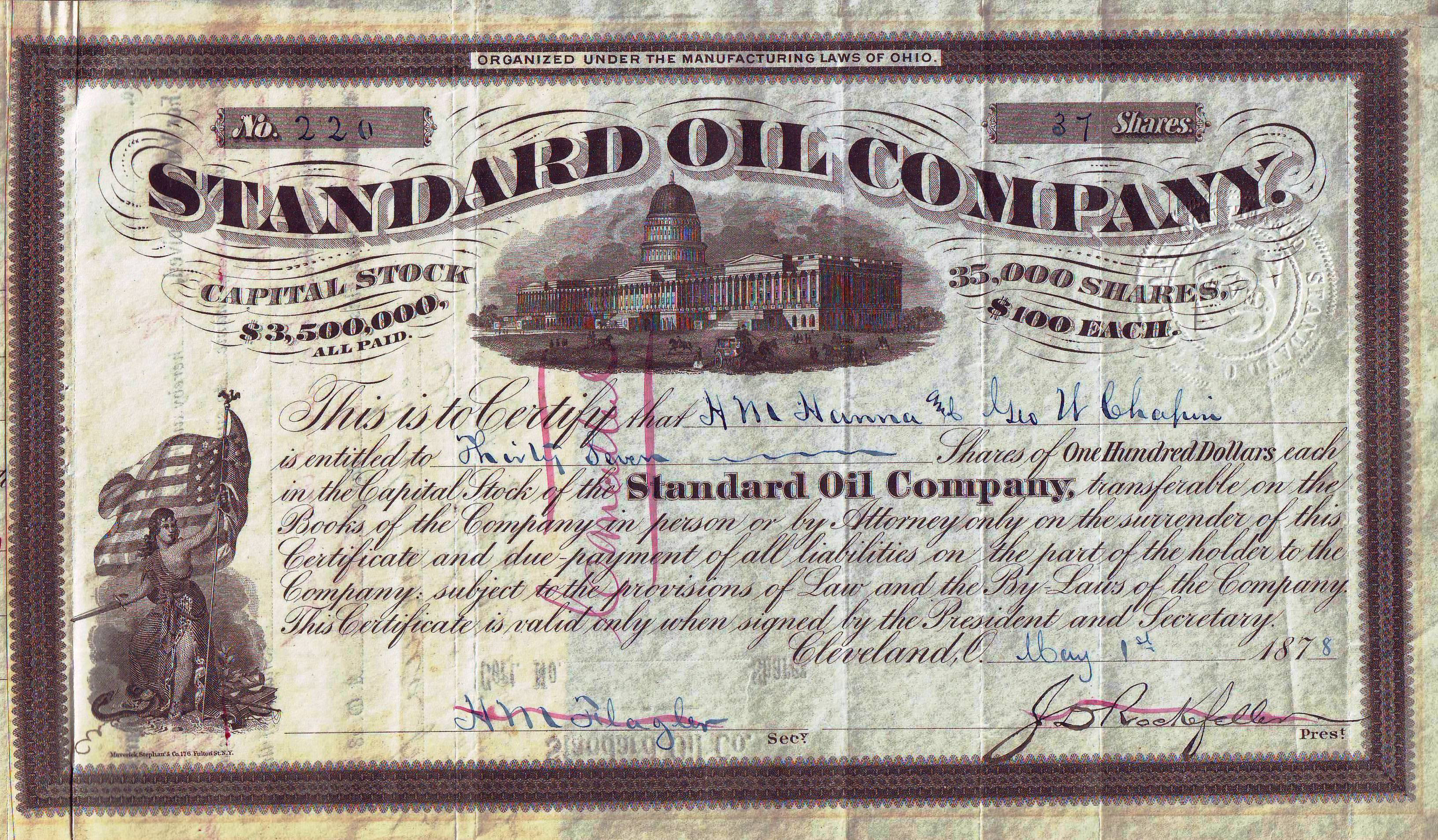
Aandeel van de Standard Oil Company ondertekend door John D. Rockefeller en Henry Flagler

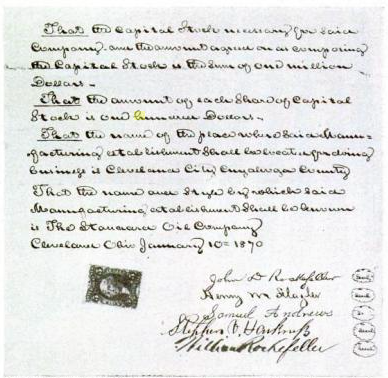
Oprichtingsakte van Standard Oil ondertekend door John D. Rockefeller, Henry M. Flagler, Samuel Andrews, Stephen V. Harkness en William Rockefeller

Na het mislukken van zijn zouthandel in Saginaw, keerde Flagler in 1866 terug naar Bellevue en keerde bij de graanhandel terug als commissionair bij de Harkness Grain Company. Gedurende deze tijd werkte hij om zijn stiefbroer Stephen Harkness terug te betalen. Via dit bedrijf maakte Flagler kennis met John D. Rockefeller, die als commissionair met Hewitt en Tuttle voor de Harkness Grain Company werkte.
Tegen het einde van de Amerikaanse Burgeroorlog was Cleveland een van de vijf belangrijkste raffinagecentra in de VS (naast Pittsburgh, New York en de regio in het noordwesten van Pennsylvania waar het grootste deel van de olie vandaan kwam). Rockefeller verliet in 1865 de graanhandel om zijn eigen olieraffinaderij te beginnen. Rockefeller werkte in samenwerking met de chemicus en uitvinder Samuel Andrews.
Rockefeller had kapitaal nodig voor zijn nieuwe onderneming en benaderde Flagler in 1867. Flaglers stiefbroer Stephen Harkness investeerde $ 100.000 (equivalent van $ 1,8 miljoen in 2017) op voorwaarde dat Flagler een partner zou worden. Het Rockefeller, Andrews & Flagler partnerschap werd gevormd met Flagler in de controle van het aandeel van Harkness. Het partnerschap groeide uiteindelijk uit tot de Standard Oil Corporation.
Tegen 1869 was er driemaal meer petroleumraffinagecapaciteit dan nodig was om de markt te bevoorraden, en de capaciteit bleef vele jaren te groot. In juni 1870 vormden Flagler en Rockefeller Standard Oil of Ohio, dat in snel tempo de meest winstgevende raffinaderij in Ohio werd.
Het was het idee van Flagler om een systeem van kortingen te gebruiken om de positie van het bedrijf ten opzichte van concurrenten en de vervoerders te versterken. Flagler bevond zich in een speciale positie om dergelijke deals te sluiten vanwege zijn connecties als graanhandelaar. Hoewel de kortingen niet meer dan vijftien cent op de dollar bedroegen, plaatsten ze Standard Oil in de positie om andere olieraffinaderijen te ondergraven.
Standard Oil groeide uit tot een van de grootste verladers van olie en kerosine in het land. De spoorwegen vochten fel voor het verkeer en, in een poging om een kartel te creëren om vrachttarieven te beheersen, vormden ze de South Improvement Company in samenspanning met Standard en andere oliemannen buiten controle van de belangrijkste oliecentra. Het kartel kreeg een voorkeursbehandeling als verzender met een groot volume, waaronder niet alleen steile kortingen tot 50% voor hun product, maar ook kortingen voor de verzending van concurrerende producten. Onderdeel van deze regeling was de aankondiging van sterk gestegen vrachtkosten. Dit leidde tot een storm van protest van onafhankelijke eigenaars van oliebronnen, waaronder boycots en vandalisme, wat uiteindelijk leidde tot de ontdekking van het aandeel van Standard Oil in de deal. Een belangrijke New Yorkse raffinaderij, Charles Pratt and Company, met aan het hoofd Charles Pratt en Henry H. Rogers, leidde de oppositie tegen dit plan en de spoorwegen keerden snel terug. Pennsylvania herriep het charter van het kartel en de niet-preferentiële tarieven werden voorlopig hersteld.
Onverschrokken, hoewel voor het eerst belasterd door de pers, gingen Flagler en Rockefeller verder met hun zichzelf versterkende cyclus van het kopen van concurrerende raffinaderijen, het verbeteren van de efficiëntie van operaties, het aandringen op kortingen op oliezendingen, het onderbieden van concurrentie, het maken van geheime deals, het verhogen van investeringspools en rivalen kopen. In minder dan vier maanden in 1872, in wat later bekend stond als "The Cleveland Conquest" of "The Cleveland Massacre", had Standard Oil 22 van zijn 26 Cleveland-concurrenten geabsorbeerd. In 1872 werd Standard Oil marktleider in de Amerikaanse olieraffinage-industrie, met een dagproductie van 10.000 vaten (1.600 m³/dag).
Uiteindelijk zagen zelfs voormalige antagonisten Pratt en Rogers de nutteloosheid om te blijven concurreren met Standard Oil: in 1874 sloten ze een geheime overeenkomst met hun oude vijand. Pratt en Rogers werden partners van Flagler en Rockefeller. Rogers, in het bijzonder, werd een van de belangrijkste mannen van Flagler en Rockefeller bij de vorming van de Standard Oil Trust. Pratt's zoon, Charles Millard Pratt, werd secretaris van Standard Oil. Voor veel concurrenten moesten Flagler en Rockefeller hun alleen de boeken laten zien, zodat ze konden zien waar ze mee te maken hadden en ze een fatsoenlijke aanbieding konden doen. Als ze het aanbod weigerden, vertelden Flagler en Rockefeller hen dat ze failliet zouden gaan en vervolgens hun activa goedkoop opkopen op een veiling. Flagler en Rockefeller zagen zichzelf als de redders van de industrie, "een engel van genade" die de zwakken absorbeert en de industrie als geheel sterker, efficiënter en competitiever maakt. Standaard groeide horizontaal en verticaal. Het voegde zijn eigen pijpleidingen, tankwagens en thuisbezorgingsnetwerk toe. Het hield de olieprijzen laag om concurrenten af te wenden, maakte zijn producten betaalbaar voor het gemiddelde huishouden en, om de marktpenetratie te vergroten, soms indien nodig onder de kostprijs verkocht. Het ontwikkelde meer dan 300 op olie gebaseerde producten, van teer tot verf, tot Vaseline en kauwgom. Tegen het einde van de jaren 1870 raffineerde Standard meer dan 90% van de olie in de VS.
In 1877 botste Standard met Thomas A. Scott, de president van de Pennsylvania Railroad, hun belangrijkste transporteur. Flagler en Rockefeller hadden het gebruik van pijpleidingen als een alternatief transportsysteem voor olie voor ogen en begonnen een campagne om ze te bouwen en te verwerven. De spoorweg zag de inkoop van Standard in de transport- en pijplijnvelden, sloeg terug en vormde een dochteronderneming om olieraffinaderijen en pijpleidingen te kopen en te bouwen. Standard reageerde en hield zijn zendingen tegen en startte met behulp van andere spoorwegen een prijzenoorlog die de vrachtbetalingen drastisch verlaagde en ook de onrust bij de arbeiders veroorzaakte. Flagler en Rockefeller hebben uiteindelijk de overhand gekregen en de spoorweg verkocht al haar oliebelangen aan Standard. Maar in de nasleep van die slag, bracht het Gemenebest van Pennsylvania in 1879 Flagler en Rockefeller voor het gerecht op beschuldiging van het monopoliseren van de oliehandel. Het was de start van een lawine van soortgelijke rechtszaken in andere staten en maakte van de handelspraktijken van Standard Oil een nationale kwestie.
Ook in 1877 verhuisden Flagler en zijn familie naar New York, dat het handelscentrum in de VS werd.

## Monopolie
Standard Oil kreeg geleidelijk aan vrijwel volledige controle over olieraffinage en -marketing in de Verenigde Staten door middel van horizontale integratie. In de kerosinebranche verving Standard Oil het oude distributiesysteem door een eigen verticaal systeem. Het leverde kerosine aan met tankauto's die de brandstof naar de lokale markten brachten, en tankwagons werden vervolgens aan retailklanten geleverd, waardoor het bestaande netwerk van groothandelswerknemers werd omzeild. Ondanks het verbeteren van de kwaliteit en beschikbaarheid van kerosineproducten, terwijl hun kosten voor het publiek (de prijs van kerosine daalde met bijna 80% over de hele levensduur van het bedrijf) drastisch daalde, veroorzaakten de zakelijke praktijken van Standard Oil intense controverses. De meest krachtige wapens van Standard tegen concurrenten waren onderbieding, differentiële prijzen en geheime transportkortingen. Het bedrijf werd gedurende zijn bestaan aangevallen door journalisten en politici, deels vanwege deze monopolistische methoden, die een impuls gaven aan de antitrustbeweging. Tegen 1880 was Standard Oil volgens de New York World 'het meest wrede, brutale, meedogenloze en grijpgrage monopolie dat ooit aan een land was gehecht'. Aan deze critici antwoordden Flagler en Rockefeller: "In een bedrijf dat zo groot is als dat van ons ... zullen er waarschijnlijk dingen gebeuren die we niet kunnen goedkeuren, we corrigeren ze zodra ze tot onze kennis komen."
In die tijd hadden veel wetgevers het bedrijven moeilijk gemaakt om met een zetel in de ene staat, in een andere te opereren. Als gevolg daarvan bezaten Flagler en Rockefeller en hun medewerkers tientallen afzonderlijke bedrijven, die elk in slechts één Amerikaanse staat opereerden; het management van de hele onderneming was nogal onpraktisch. In 1882 creëerden de advocaten van Flagler en Rockefeller een innovatieve vorm van corporatie om hun holdings te centraliseren, waardoor de Standard Oil Trust werd geboren. De "Trust" was een corporatie van bedrijven, en de omvang en rijkdom van de entiteit trokken veel aandacht. Negen trustees, waaronder Rockefeller, beheerden de 41 bedrijven. Het publiek en de pers waren onmiddellijk achterdochtig over deze nieuwe rechtspersoon, en andere bedrijven grepen dit idee aan en streefden het na, wat het publieke sentiment verder deed oplaaien. Standard Oil had een aura van onoverwinnelijkheid gekregen, die altijd prevaleert tegen concurrenten, critici en politieke vijanden. Het was de rijkste, grootste en meest gevreesde onderneming ter wereld geworden, schijnbaar immuun voor de bloei en bloei van de conjunctuurcyclus, en boekte jaar na jaar consequent winst.
Het uitgestrekte Amerikaanse imperium omvatte 20.000 binnenlandse waterputten, 4.000 mijl pijpleiding, 5.000 tankauto's en meer dan 100.000 werknemers. Het aandeel van de olieraffinage in de wereld bedroeg meer dan 90%, maar daalde voor de rest van de eeuw langzaam tot ongeveer 80%. Ondanks de vorming van het vertrouwen en de veronderstelde immuniteit van alle concurrentie, had Standard Oil in de jaren 1880 zijn machtspiek van de wereldoliemarkt overschreden. Flagler en Rockefeller gaven uiteindelijk hun droom op om de olieraffinage in de hele wereld onder controle te houden. Rockefeller gaf later toe: "We beseften dat het publieke sentiment tegen ons zou zijn als we eigenlijk alle olie zouden verfijnen." In de loop van de tijd hebben buitenlandse concurrentie en nieuwe vondsten in het buitenland zijn dominantie geërodeerd. In de vroege jaren 1880 creëerden Flagler en Rockefeller een van hun belangrijkste innovaties. In plaats van te proberen de prijs van ruwe olie rechtstreeks te beïnvloeden, had Standard Oil indirecte controle uitgeoefend door de opslagkosten voor olie aan te passen aan de marktomstandigheden. Flagler en Rockefeller besloten vervolgens om certificaten uit te geven tegen olie die was opgeslagen in de pijpleidingen van Standard Oil. Deze certificaten werden verhandeld door speculanten, waardoor de eerste olie-futures-markt ontstond die vanaf dan effectief de spotmarktprijzen vaststelde. De National Petroleum Exchange opende eind 1882 in Manhattan om de handel in olie-futures te faciliteren.
Hoewel 85% van de wereldproductie nog steeds afkomstig was uit de putten in Pennsylvania in de jaren 1880, begonnen de overzeese boringen in Rusland en Azië de wereldmarkt te bereiken. Robert Nobel had zijn eigen raffinagebedrijf gevestigd in de overvloedige en goedkopere Russische olievelden, waaronder de eerste pijplijn van de regio en 's werelds eerste olietanker. De Rothschilds van Parijs sprongen in de strijd om de financiering. Aanvullende velden werden ontdekt in Birma en Java. Nog fundamenteler begon de uitvinding van de gloeilamp geleidelijk de dominantie van kerosine voor verlichting te verminderen. Maar Standard Oil paste zich aan, ontwikkelde zijn eigen Europese aanwezigheid, groeide uit tot aardgasproducent in de VS, vervolgens in benzine voor auto's, die tot dan toe als een afvalproduct werd beschouwd.
In 1885 verhuisde Standard Oil zijn hoofdkantoor naar New York naar de iconische locatie van 26 Broadway, de Standard Oil Building. Flagler en Rockefeller werden centrale figuren in het bedrijfsleven van de stad. In 1887 creëerde het Congres de Interstate Commerce Commission, die belast was met het afdwingen van gelijke tarieven voor alle spoorwegvrachten, maar tegen die tijd was Standard meer afhankelijk van pijpleidingvervoer. Meer bedreigend voor de macht van Standard was de Sherman Antitrust Act van 1890, oorspronkelijk gebruikt om vakbonden te controleren, maar later centraal in het opbreken van Standard Oil Trust. De staat Ohio was bijzonder krachtig in het toepassen van de antitrustwetgeving van de staat, en dwong uiteindelijk in 1892 Standard Oil of Ohio te scheiden van de rest van het bedrijf, de eerste stap in de ontbinding van de Trust.
Na zijn verkiezing tot president begon Theodore Roosevelt tientallen rechtszaken onder de Sherman Antitrust Act en werkte met het Amerikaans Congres aan hervormingen. In 1901 bood U.S. Steel, nu onder zeggenschap van John Pierpont Morgan die de staalactiva van Andrew Carnegie had aangekocht, ook aan om de belangen van Standard Oil in de ijzersector te kopen. Een deal bemiddeld door Henry Clay Frick bracht de ijzerbelangen van Standard Oil naar U.S. Steel in ruil voor aandelen van deze groep wat Rockefeller en zijn zoon het lidmaatschap in de raad van bestuur van ook dit bedrijf opleverde.
Een van de meest effectieve aanvallen op Flagler, Rockefeller en hun bedrijf was de publicatie uit 1905 van The History of the Standard Oil Company geschreven door Ida Tarbell, een toonaangevend onderzoeksjournaliste, in die tijd in Amerika gecategoriseerd als "muckraker". Ze documenteerde de spionage van het bedrijf, de prijsoorlogen, hardhandige marketingtactieken en rechtszaalontwijkingen. Hoewel haar werk een groot verzet tegen het bedrijf veroorzaakte, beweert Tarbell dat ze verbaasd was over de omvang ervan. "Ik heb nooit een animus gehad tegen hun omvang en rijkdom, nooit bezwaar gemaakt tegen hun bedrijfsvorm. Ik was ontvankelijk voor hun ambitie te groeien en zo groot en rijk te worden als ze konden, maar alleen met legitieme middelen. Maar ze hadden nooit eerlijk gespeeld, en dat verpestte hun grootheid voor mij." Tarbell's vader was verdreven uit de oliehandel tijdens de zaak van de South Improvement Company.
Flagler en Rockefeller begonnen een publiciteitscampagne om het bedrijf en zichzelf in een beter daglicht te stellen. Hoewel Flagler en Rockefeller lange tijd een beleid van actief stilzwijgen met de pers hadden gevoerd, besloten ze om zichzelf toegankelijker te maken en reageerden met verzoenende opmerkingen, zoals "kapitaal en arbeid zijn beide wilde krachten die intelligente wetgeving vereisen om hen in beperkingen te houden."
Flagler en Rockefeller bleven hun oliebelangen zo goed mogelijk consolideren totdat New Jersey in 1909 de oprichtingswetgeving veranderde en toeliet dat een trust terug kon gecreëerd worden in de vorm van een enkele holding. Rockefeller behield zijn nominale titel als president tot 1911 en hij behield zijn aandelen. Maar in 1911 veroordeelde de Supreme Court of the United States Standard Oil Company of New Jersey toch en vond de holding in strijd met de Sherman Antitrust Act. Op dat moment had de trust nog steeds een marktaandeel van 70% op de geraffineerde oliemarkt, maar slechts 14% van de Amerikaanse aardolievoorziening. De rechtbank oordeelde dat de trust zijn oorsprong vond in illegale monopoliepraktijken en gaf opdracht tot opsplitsing in 34 nieuwe bedrijven. Deze omvatten, onder andere Continental Oil, nu onderdeel van ConocoPhillips, Standard of Indiana, wat American Oil Company (Amoco) werd, nu onderdeel van BP, Standard of California, wat Chevron werd, Standard of New Jersey, wat Esso (en later Exxon) werd, nu onderdeel van ExxonMobil, Standard of New York, dat Mobil werd, nu ook onderdeel van ExxonMobil, en Standard of Ohio, dat Sohio werd, nu onderdeel van BP. Pennzoil en Chevron zijn afzonderlijke bedrijven gebleven.
Hoewel Standard Oil een partnerschap was, werd Flagler genoemd als het brein achter de bloeiende olieraffinaderij. Toen John D. Rockefeller werd gevraagd of Standard Oil het resultaat van zijn denken was, antwoordde hij: "Nee, meneer. Ik wou dat ik de hersenen had gehad om het allemaal te bedenken. Het was Henry M. Flagler." Flagler diende als een actieve vennoot Standard Oil tot 1882. John Dustin Archbold, bekend als agressiever, werd ingehuurd door de Rockefellers. Flagler deed een stap terug en nam een secundaire rol bij Standard Oil, maar diende tot 1908 als vicepresident en was tot 1911 een majeur aandeelhouder.

## Florida: resort hotels en spoorwegen
Op advies van zijn arts reisde Flagler al in jaren 1870 voor de winters naar Jacksonville met zijn eerste vrouw, Mary (geboren Harkness), die behoorlijk ziek was. Twee jaar nadat ze in 1881 stierf, trouwde hij opnieuw. Ida Alice (geboren Shourds) Flagler had hij leren kennen als verzorgster voor Mary. Na hun bruiloft reisde het paar naar St. Augustine. Flagler vond de stad charmant, maar de hotelfaciliteiten en vervoerssystemen waren ontoereikend. Franklin W. Smith was net klaar met het bouwen van Villa Zorayda en Flagler bood aan om het te kopen voor zijn huwelijksreis. Smith zou niet verkopen, maar hij plantte het zaad van de toekomst van St. Augustine en Florida in Flaglers geest.
Hoewel Flagler in de raad van bestuur van Standard Oil bleef, gaf hij zijn dagelijkse betrokkenheid bij het bedrijf op om zijn belangen in Florida na te streven. Hij keerde terug naar St. Augustine in 1885 en maakte Smith een aanbod. Als Smith $ 50.000 zou kunnen opbrengen, zou Flagler $ 150.000 investeren en zouden ze samen een hotel bouwen. Mogelijk gelukkig voor Smith kon hij de fondsen niet bijeenbrengen, dus begon Flagler zelf met de bouw van het Ponce de Leon Hotel met 540 kamers, maar investeerde daarbij een veelvoud van zijn oorspronkelijke schatting. Smith hielp wel de metselaars te trainen in de meng- en giettechnieken die hij op Zorayda gebruikte.

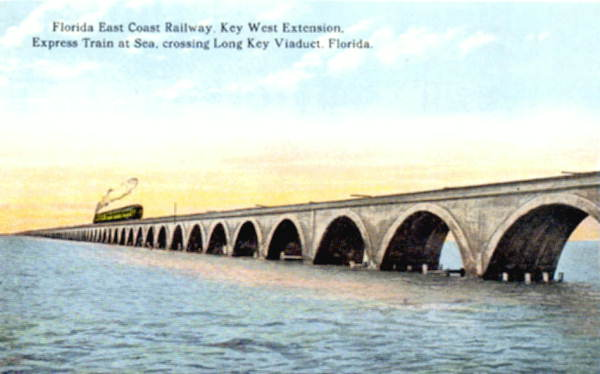
Florida East Coast Railway, Key West Extension, sneltrein over het Long Key Viaduct, Florida. foto uit Florida Photographic Collection

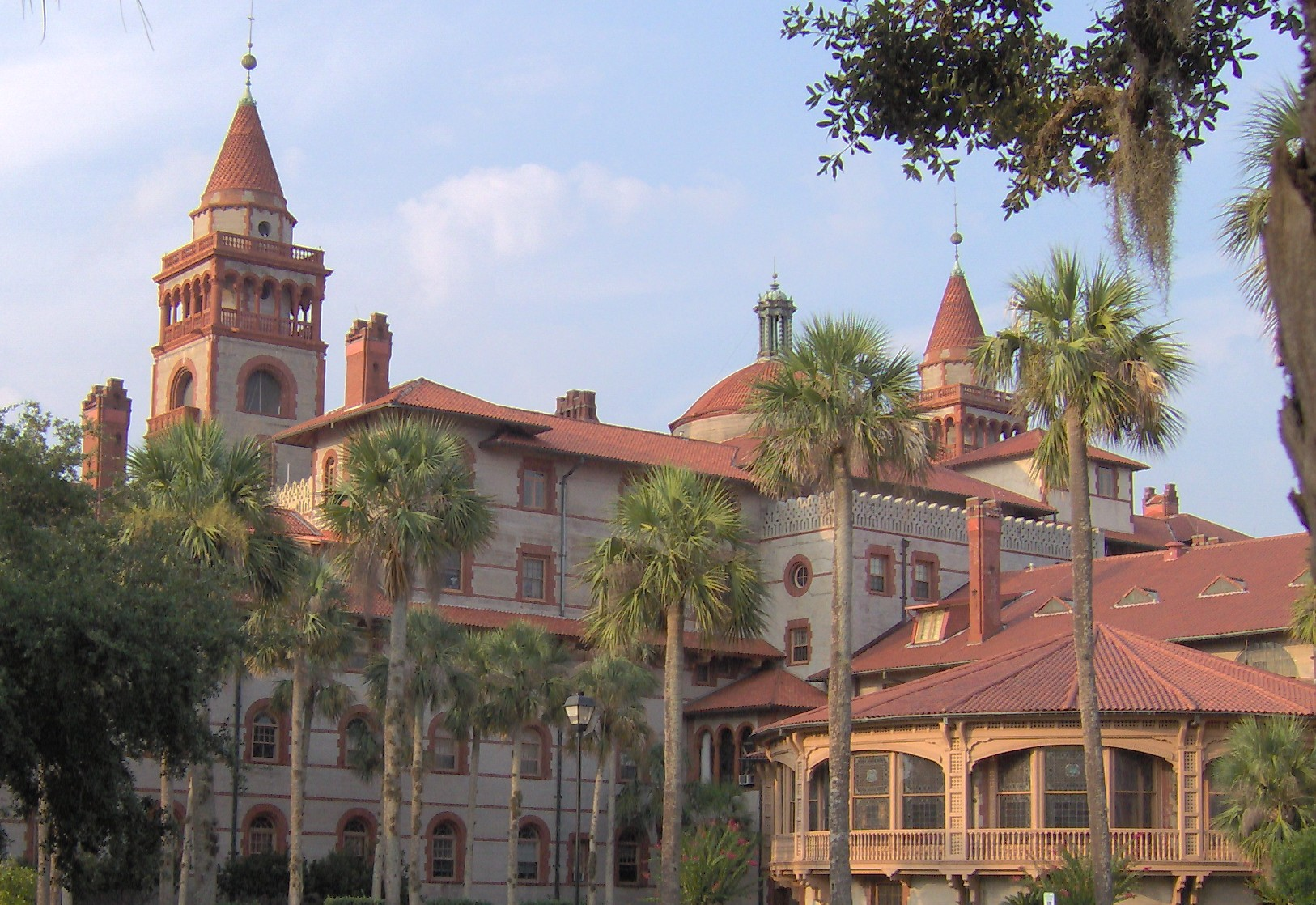
Ponce de Leon Hotel - Nu Flagler College

Zich bewust van de noodzaak van een goed vervoersysteem om zijn hotelondernemingen te ondersteunen, kocht Flagler korte spoorlijnen in wat later bekend zou worden als de Florida East Coast Railway. Hij moderniseerde de bestaande spoorwegen zodat het netwerk zwaardere ladingen en meer reizigers kon transporteren.
Zijn volgende project was het Ponce de Leon Hotel, nu onderdeel van Flagler College. Hij investeerde met de hulp van Dr. Andrew Anderson, een inwoner van St. Augustine. Na vele jaren van werken opende het op 10 januari 1888 en was meteen een succes.
Dit project wakkerde Flaglers interesse in het creëren van een nieuwe 'Amerikaanse Rivièra' aan. Twee jaar later breidde hij zijn Florida-bezit uit. Hij bouwde een spoorwegbrug over de St. Johns River om toegang te krijgen tot de zuidelijke helft van de staat en kocht het Hotel Ormond, net ten noorden van Daytona. Hij bouwde ook het Alcazar Hotel als een overloophotel voor het Ponce de Leon Hotel. Het Alcazar is vandaag het Lightner Museum, gelegen naast het Casa Monica Hotel in St. Augustine dat Flager kocht van Franklin W. Smith. Zijn persoonlijke toewijding aan de staat Florida werd aangetoond toen hij begon met de bouw van zijn privéwoning, Kirkside, in St. Augustine.
Een immense technische inspanning was vereist om door de wildernis en het moeras van St. Augustine naar Palm Beach te varen. De staat bood een stimulans in de vorm van 3.840 hectare voor elke mijl aangelegd spoor.
Flagler voltooide het 1100 kamers tellende Royal Poinciana Hotel aan de oevers van Lake Worth in Palm Beach en verlengde zijn spoorweg in 1894 naar zijn servicestad, West Palm Beach. Hiermee werden Palm Beach en West Palm Beach op de kaart gezet. Het Royal Poinciana Hotel was destijds het grootste houten bouwwerk ter wereld. Twee jaar later bouwde Flagler de Palm Beach Inn (omgedoopt tot The Breakers in 1901), met uitzicht op de Atlantische Oceaan in Palm Beach.
Flagler had oorspronkelijk gepland dat West Palm Beach het eindpunt was van zijn spoorwegsysteem, maar in de winters van 1894 en 1895 raakte de vrieskou tot aan het gebied, waardoor Flagler opnieuw moest nadenken. Zestig mijl zuidelijker, was het gebied dat vandaag bekend staat als Miami naar verluidt onaangetast door de vrieskou. Om Flagler verder te overtuigen om de spoorweg naar Miami door te trekken, werd hem land aangeboden in ruil voor het aanleggen van de spoorlijn door particuliere landeigenaren, de "Florida East Coast Canal and Transportation Company" en de "Boston and Florida Atlantic Coast Land Company".
Een dergelijke stimulans leidde tot de ontwikkeling van Miami, toen nog een unincorporated area. Flagler stimuleerde de fruitteelt en -afwikkeling langs zijn spoorlijn en was gul in de ondersteuning met giften voor de bouw van ziekenhuizen, kerken en scholen in Florida.
Tegen 1896 bereikte Flaglers spoorweg, de Florida East Coast Railway, Biscayne Bay. Flagler baggerde een kanaal dat het kunstmatig eiland Brickell Key creëerde, bouwde straten, installeerde de eerste water- en stroomsystemen en financierde de eerste krant van de stad, The Metropolis. Toen de stad in 1896 werd opgericht, wilden de burgers de man die verantwoordelijk is voor de groei eren door hem "Flagler" te noemen. Hij weigerde de eer en overtuigde hen om een oude Indiase naam, " Mayaimi", te gebruiken. In plaats daarvan werd een kunstmatig eiland aangelegd in Biscayne Bay, genaamd Flagler Monument Island. In 1897 opende Flagler het exclusieve Royal Palm Hotel aan de noordoever van de rivier de Miami, waar het uitkijkt op Biscayne Bay. Hij werd bekend als de vader en grondlegger van Miami, Florida.
De tweede vrouw van Flagler, geboren Ida Alice Shourds, werd in 1896 geestesziek verklaard door Flaglers vriend Dr. Anderson en verzeilde vanaf dat moment in een cyclus van meerdere psychiatrische opnames. Tegelijkertijd begon hij een relatie al dan niet affaire met Mary Lily Kenan. In 1899 had Flagler een dermate intense band met Mary Lily, dat de pers openlijk in twijfel trok of de twee een affaire hadden. Dat jaar gaf hij naar verluidt haar meer dan $ 1 miljoen aan sieraden. In 1901 kocht Flagler de wetgevende macht van Florida en de gouverneur om, om een wet goed te keuren die ongeneeslijke waanzin grond voor echtscheiding maakte, wat de weg vrijmaakte voor Flagler om te hertrouwen. Flagler was de enige persoon die volgens deze wet ooit uit de echt scheidde voordat deze in 1905 terug werd ingetrokken. Het mentale onvermogen van een echtgenoot werd later evenwel door de wetgevende macht terug een wettige grond voor ontbinding van het huwelijk en wat tot heden onderdeel uitmaakt van de staatswetgeving van Florida.
Op 24 augustus 1901, 10 dagen na zijn scheiding, trouwde Flagler met Mary Lily op de plantage van haar familie, Liberty Hall, en het paar verhuisde al snel naar hun nieuwe landgoed in Palm Beach, Whitehall, een beaux-artshuis met 55 kamers, ontworpen door het New Yorkse architectenbureau Carrère and Hastings , die ook de New York Public Library en de bouwwerken voor de Pan American Exposition hadden ontworpen. Whitehall (nu het Flagler-museum), gebouwd in 1902 als trouwcadeau aan Mary Lily, was een winterresidentie van 5.600 m² groot die mee het Palm Beach-seizoen van ongeveer 8-12 weken in de Gilded Age, het vergulde tijdperk van Amerika op het einde van de 19e eeuw, populair maakte bij diegenen die het zich konden veroorloven.
In 1905 besloot Flagler dat zijn Florida East Coast Railway verder moest verlengd worden van Biscayne Bay naar Key West, het eiland 206 km verderop in het verlengde van de tip van het schiereiland van Florida. In die periode was Key West de meest bevolkte en rijkste stad van Florida, met een bevolking van 20.000 inwoners, en het was ook een strategische locatie met een haven met diep water, een poort naar de Verenigde Staten het dichtst bij het kanaal dat de Amerikaanse regering voorgesteld had om te bouwen in Panama. Flagler wilde profiteren van extra handel met Cuba en Latijns-Amerika en de toegenomen handel met het westen die het Panamakanaal zou brengen.
In 1912 werd de Florida Overseas Railroad voltooid naar Key West. Meer dan dertig jaar lang had Flagler ongeveer $ 50 miljoen geïnvesteerd in de bouw van spoorweg-, woning- en hotelgebouwen en na de vrieskou van 1894 schenkingen gedaan aan de lijdende boeren. Toen de president van het Rollins College in Winter Park hem vroeg naar zijn filantropische inspanningen, reageerde Flagler naar verluidt, "Ik geloof dat deze staat de gemakkelijkste plek is voor veel mannen om de kost te verdienen, ik geloof niet dat iemand anders het zou ontwikkelen als ik dat niet doe ... maar ik hoop wel lang genoeg te leven om te bewijzen dat ik een goede zakenman ben door een dividend op mijn investering te krijgen."

## Overlijden en erfenis

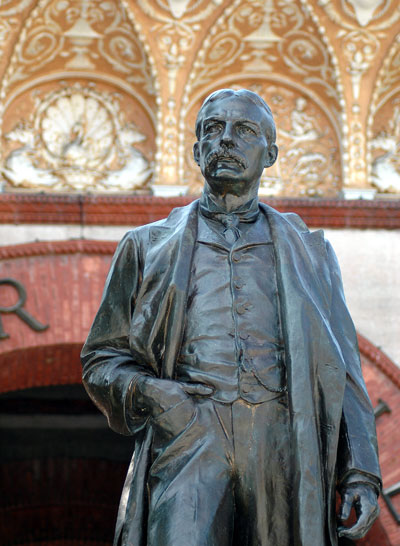
Standbeeld van Henry Flagler dat voor Flagler College staat (Flaglers voormalige Ponce de León Hotel) in St. Augustine, Florida.

In mei 1913 viel Flagler bij Whitehall een marmeren trap af. Hij is nooit hersteld en stierf in Palm Beach aan zijn verwondingen op 20 mei op 83-jarige leeftijd. Om 3 uur op de dag van de begrafenis, 23 mei 1913, stopte elke lokomotief aan de Florida East Coast Railway op de plaats waar de trein zich bevond gedurende tien minuten als eerbetoon aan Flagler. Er werd gemeld dat mensen de hele nacht na het overlijden langs de spoorlijn wachtten op de begrafenistrein terwijl deze reisde van Palm Beach naar St. Augustine.
Flagler werd begraven in het mausoleum van de Flagler familie in de Memorial Presbyterian Church in St. Augustine, naast zijn eerste vrouw, Mary Harkness; dochter, Jenny Louise; en kleindochter, Marjorie. Alleen zijn zoon Harry overleefde de drie kinderen bij zijn eerste huwelijk in 1853 met Mary Harkness. Een groot deel van zijn nalatenschap was bestemd voor een "nichtje", waarvan eigenlijk gezegd werd dat het een buitenechtelijk kind was.
Terugkijkend op het leven van Flagler reflecteerde George W. Perkins van JP Morgan & Co. na de dood van Flagler: "Maar dat elke willekeurige man het genie kon hebben om te zien wat van deze wildernis van waterloos zand en kreupelhout kon gemaakt worden, en dan het lef hebben om hier een spoorweg te bouwen, is wonderbaarlijker dan vergelijkbare ontwikkeling ergens anders in de wereld."
De belangrijkste oost-west straat van Miami heet Flagler Street en is de belangrijkste winkelstraat in Downtown Miami. Er is ook een monument voor hem op Flagler Monument Island in Biscayne Bay in Miami, Flagler College en Flagler Hospital zijn naar hem vernoemd in St. Augustine. Flagler County in Florida, Flagler Beach, Florida en Flagler, Colorado worden ook voor hem genoemd. Whitehall, Palm Beach, is open voor het publiek als het Henry Morrison Flagler Museum, zijn privé spoorwegwagon nr. 91 is bewaard gebleven in een Beaux Arts-paviljoen dat is gebouwd als een 19e-eeuws spoorwegpaleis.
De Overseas Railroad, ook bekend als de Key West-uitbreiding van de Florida East Coast Railway, werd zwaar beschadigd en gedeeltelijk vernietigd tijdens de Labor Day Hurricane van 1935. De spoorlijn was financieel niet in staat om de verwoeste delen weer op te bouwen, zodat de spoorwegbedding en de resterende bruggen werden verkocht aan de staat Florida, die ermee de Overseas Highway naar Key West bouwde, met recuperatie van een groot deel van de resterende spoorinfrastructuur.
De derde vrouw van Flagler, Mary Lily Kenan Flagler, werd geboren in North Carolina. De bijzonder gerenommeerde Kenan-Flagler Business School aan de University of North Carolina at Chapel Hill (UNC) is vernoemd naar Flagler en zijn vrouw, die een vroege weldoener van UNC was, samen met haar familie en afstammelingen. Na Flaglers overlijden trouwde ze met een oude vriend, Robert Worth Bingham, die een erfenis van haar gebruikte om de krant Louisville Courier-Journal te kopen. Het huwelijk met Bingham-Flagler (en vragen over haar dood of mogelijke moord) kwam prominent voor in verschillende boeken die verschenen in de jaren tachtig, toen de familie Bingham de krant verkocht in het midden van grote bitterheid. De controle over het fortuin van Flagler ging grotendeels over in de handen van het gezin van zussen en broer van Mary Lily Kenan, die de jaren zestig overleefde.
Op 24 februari 2006 werd nog een standbeeld van Flagler onthuld in Key West nabij de plek waar de Overseas Railroad ooit eindigde. Op 28 juli 2006 werd ook een standbeeld van Flagler onthuld op de zuidoostelijke trappen van het Dade County Courthouse in Miami, aan de Flagler Street in Miami.